# Scheidtal
Das Scheidtal ist ein Tal im Mittleren Pfälzerwald.

## Lage
Das Tal befindet sich in der Frankenweide innerhalb des Landkreises Südwestpfalz und wird vom namensgebenden Scheidbach durchflossen, einem Quellfluss der Wieslauter. Die Nordseite gehört zur Ortsgemeinde Merzalben und die Südseite zu Wilgartswiesen. Auf letzterer erstrecken sich – von Osten nach Westen – die Breite Boll (528 m), die Spitze Boll (540,1 m), das Hanseneck (467,1 m), die Große Boll (532,8 m) und die Wetthöhe (445,2 m). Auf der Nordseite befinden sich unter anderem der Otterfelsen und der Wartenberg (508,9 m). Nächstgelegene Siedlung ist Hermersbergerhof im Osten.

## Natur
Das Scheidtal ist auf gesamter Länge Bestandteil der 2007 eingerichteten Kernzone Quellgebiet der Wieslauter des Biosphärenreservats Pfälzerwald-Vosges du Nord.

## Geschichte
Der Name „Scheidtal“ heißt übersetzt soviel wie „Grenztal“; frühere markierte er die Grenze zwischen der zur Markgrafschaft Baden gehörenden Herrschaft Gräfenstein sowie der gemeinschaftlichen Herrschaft von Pfalz-Zweibrücken und Leiningen-Dagsburg-Hardenburg im Süden.

## Infrastruktur
Das Tal ist komplett unbesiedelt und nur durch unmarkierte Wege erschlossen.